# Asterophryinae
Asterophryinae – podrodzina płazów bezogonowych z rodziny wąskopyskowatych (Microhylidae).

## Zasięg występowania
Podrodzina obejmuje gatunki występujące od środkowej Tajlandii i środkowego Wietnamu po Malezję, na Filipinach, w Indonezji, Papui-Nowej Gwinei oraz w skrajnie północnych częściach Australii.

## Podział systematyczny
Do podrodziny należą następujące rodzaje: 
- Aphantophryne Fry, 1917
- Asterophrys Tschudi, 1838
- Austrochaperina Fry, 1912
- Barygenys Parker, 1936
- Callulops Boulenger, 1888
- Choerophryne Van Kampen, 1914
- Cophixalus Boettger, 1892
- Copiula Méhely, 1901
- Gastrophrynoides Noble, 1926
- Hylophorbus Macleay, 1878
- Mantophryne Boulenger, 1897
- Oreophryne Boettger, 1895
- Paedophryne Kraus, 2010
- Siamophryne Suwannapoom, Sumontha, Tunprasert, Ruangsuwan, Pawangkhanant, Korost & Poyarkov, 2018 – jedynym przedstawicielem jest Siamophryne troglodytes Suwannapoom, Sumontha, Tunprasert, Ruangsuwan, Pawangkhanant, Korost & Poyarkov, 2018
- Sphenophryne Peters & Doria, 1878
- Vietnamophryne Poyarkov, Suwannapoom, Pawangkhanant, Aksornneam, Duong, Korost & Che, 2018
- Xenorhina Peters, 1863